# جائحة فيروس كورونا في الرأس الأخضر
توثق هذه المقالة آثار جائحة فيروس كورونا 2019-2020 في الرأس الأخضر، وقد لا تتضمن جميع الاستجابات والتدابير والإجراءات الرئيسية حتى الآن.

## الجدول الزمني
- في 20 مارس 2020، تم تأكيد أول حالة في البلاد.[1]

## التدابير الوقائية
- منذ 16 مارس 2020 تجري الاختبارات في الرأس الأخضر بدلاً من الخارج، من قبل مختبر علم الفيروسات من الرأس الأخضر، في برايا.[2]

- في 17 مارس 2020:
  - كإجراء طارئ، أعلن رئيس الوزراء خوسيه أوليسيس كوريا أي سيلفا تعليق جميع الرحلات القادمة من الولايات المتحدة والبرازيل والسنغال ونيجيريا والبرتغال وجميع دول الاتحاد الأوروبي المتضررة بالفيروس التاجي. التعليق نشط لمدة ثلاثة أسابيع. باستثناء رحلات الشحن والرحلات للمواطنين الأجانب الراغبين في العودة إلى ديارهم. ينطبق الحظر أيضًا على إرساء السفن السياحية والسفن الشراعية والهبوط من الركاب أو الطاقم من سفن الشحن أو سفن الصيد.[3][4][5]
  - كانت شركة طيران كابو فيردي قد اتخذت بالفعل قرار تعليق الرحلات الجوية.[6]
- منذ 28 فبراير 2020 عُلقت الرحلات إلى ميلانو (إيطاليا).[6]
- في 6 مارس 2020، عُلقت الرحلات الجوية إلى لاغوس (نيجيريا) وبورتو أليغري (البرازيل) وواشنطن العاصمة (الولايات المتحدة).[6]
- في 17 مارس 2020، وبناءً على قرار الحكومة، علقت شركة طيران كابو فيردي جميع خطوطها الأخرى.[6]